# Championnats du monde de ricochet
Les championnats du monde de ricochet, en anglais World Stone Skimming Championships, sont une compétition sportive annuelle se tenant à Easdale, une petite île d'Écosse, au Royaume-Uni. La première édition s'est déroulée en 1983 et la seconde seulement en 1997. Plus de 300 participants répartis en différentes catégories d'âge s'affrontent en effectuant plusieurs séries de ricochets dans l'une des anciennes carrières abandonnées et noyées de l'île.

## Déroulement
Ces championnats du monde ont lieu en utilisant des pierres plates et rondes tirées des ardoises d'Easdale, auxquelles on cherche à faire parcourir la plus grande distance possible en ricochant sur l'eau. 
Les meilleurs participants sont capables d'obtenir ainsi des séries de trois back walls (le « mur du fond »), distant de 65 mètres. 
Le champion de 2007 est l’Écossais Dougie Isaacs. En 2008, c'est Eric Robertson qui l'a emporté. David Gee est le gagnant pour 2009. Dougie Isaacs a de nouveau remporté le titre en 2010 et en 2011, faisant de lui le champion le plus titré de l'histoire des championnats du monde de ricochet. 
À partir de 2020, le championnat du monde de ricochet s'arrête en raison du Covid 19 pour reprendre en septembre 2023[réf. nécessaire]. 

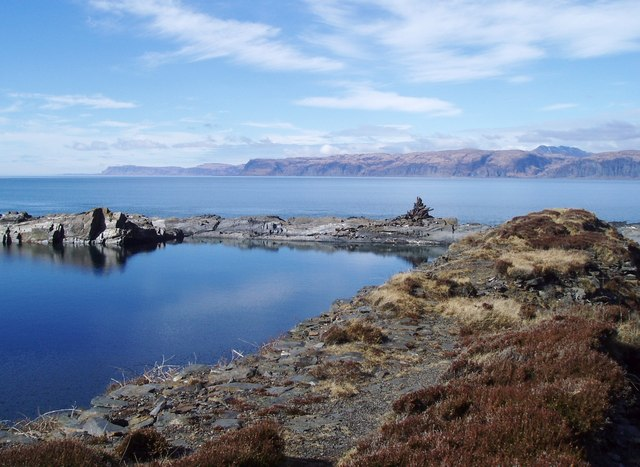
Vue d'une des carrières inondées d'Easdale dans lesquelles se déroulent les championnats du monde de ricochet.

## Méthode d'évaluation
L'évaluation des championnats du monde de ricochet d'Easdale se fonde sur la distance parcourue par la pierre en ricochant sur l'eau, ce qui n'est cependant pas la seule façon d'évaluer la performance d'un champion de ricochet. 
C'est pourquoi The North American Stone Skipping Association (NASSA), fondée par Coleman-McGhee en 1989 et basée à Driftwood, au Texas, mesure non pas la distance parcourue lors d'une série de jets mais le nombre de ricochets obtenus. Le record actuellement enregistré par le Livre Guinness des records est de 88 ricochets, réalisé le 6 septembre 2013 par Kurt « Mountain Man » Steiner, âgé de 48 ans, nettement au-delà des précédents records de Jerry McGhee, Russell Byars, et Max Steiner (sans lien de parenté avec Kurt Steiner).